# Cyril Serredszum
Cyril Serredszum est un footballeur  puis entraîneur français, né le 2 octobre 1971 à Metz dans le département de la Moselle. Il évolue au poste de milieu défensif de la fin des années 1980 au début des années 2000.

## Biographie
En 1988, alors au centre de formation du FC Metz, il fait partie de l'équipe de France juniors B1 aux côtés de Christophe Dugarry et des nantais Pedros, Ziani et Ouédec.
Après 14 ans au FC Metz, il évolue ensuite au Montpellier HSC puis termine sa carrière au FC Martigues. En mars 2002, il obtient le BEES 1er degré. Devenu entraîneur, il dirige notamment le CSO Amnéville. Depuis décembre 2020 il est recruteur pour le FC Metz.

## Carrière

### Joueur
- 1988-1998 :  FC Metz[3]
- 1998-2000 :  Montpellier HSC[4]
- 2000-2002 :  FC Martigues[5]
- 2002-2004 :  CSO Amnéville

### Entraîneur
- 2005-2006 :  CSO Amnéville
- 2006-fév.2008 :  FC Metz (adjoint)
- 2008-2010 :  CSO Amnéville (-19 ans)
- 2009-jan.2010 :  RC Strasbourg (adjoint)[6]
- 2010-2017 :  Fola Esch (adjoint)[7],[8].
- 2017-2018 :  Fola Esch
- 2018-2019 :  Progrès Niederkorn
- Mars-août 2020 :  UT Pétange

## Palmarès

### joueur
- Vice-champion de France en 1998 avec le FC Metz.
- Vainqueur de la Coupe de la Ligue en 1996 avec le FC Metz.
- Vainqueur de la Coupe Intertoto en 1999 avec le Montpellier HSC.